# Plancoët
Plancoët (bretonsko Plangoed) je naselje in občina v francoskem departmaju Côtes-d'Armor regije Bretanje. Leta 2006 je naselje imelo 2.934 prebivalcev.

## Geografija
Kraj leži v pokrajini Bretaniji ob reki Arguenon, 17 km severozahodno od Dinana.

## Uprava
Plancoët je sedež istoimenskega kantona, v katerega so poleg njegove vključene še občine Bourseul, Corseul, Créhen, Landébia, Languenan, Pléven, Pluduno in Saint-Lormel z 11.221 prebivalci.
Kanton Plancoët je sestavni del okrožja Dinan.

## Zanimivosti
- cerkev presvetega Odrešenika iz 19. stoletja,
- cerkev Notre-Dame de Nazareth iz 18. in 19. stoletja.